# Hommersandiophycus
Hommersandiophycus, nom. cons., rod crvenih algi iz porodice Liagoraceae. Taksonomski je priznat kao zaseban rod. Postoji pet priznatih vrsta.
Tipična je morska alga H. clavatus (Yamada) Showe M.Lin & Huisman 

## Vrste
1. Hommersandiophycus borowitzkae (Huisman) S.-M.Lin & Huisman
2. Hommersandiophycus clavatus (Yamada) Showe M.Lin & Huisman – tip
3. Hommersandiophycus kraftii Huisman & S.-M.Lin
4. Hommersandiophycus pectinatus (Collins & Hervey) Popolizio, C.W.Schneider & C.E.Lane
5. Hommersandiophycus samaensis (C.K.Tseng) S.-M.Lin & Huisman